# Charles Alan Pownall
Pour les articles homonymes, voir Pownall.
Charles Alan Pownall, né le 4 octobre 1887 et mort le 19 juillet 1975, a été un contre-amiral de l'U.S. Navy pendant la guerre du Pacifique. Il a été le premier commandant de la Task Force des porte-avions rapides, TF 50, à la fin de 1943. Après-guerre, il devint le 3e gouverneur militaire de Guam du 30 mai 1946 au 27 septembre 1949.

## Carrière
Pendant la Première Guerre mondiale, le lieutenant Pownhall a commandé l'USS Vedette (en) pour des patrouilles et escortes anti-sous-marines, en 1918, dans l'Atlantique, au large des côtes françaises, ce qui lui a valu de recevoir la Navy Cross.
Pendant l'entre eux-guerres, promu lieutenant commander, il a commandé le destroyer USS John D. Ford. Promu capitaine de vaisseau (captain) en décembre 1938, il reçoit le commandement du porte-avions USS Enterprise et on lui reconnait de l'avoir amené à un haut degré d'efficacité. À la fin de ce temps de commandement, dans les premiers mois de 1942, au sein de la Task Force que commande le vice-amiral Halsey, il participe aux premiers raids menés comme des positions japonaises, l'île de Wake, les îles Gilbert et les îles Marshall.

### Premier commandant de la Task Force des porte-avions rapides (août-décembre 1943)
En juillet 1943, l'amiral King a ordonné à l'amiral Nimitz de commencer à préparer l'offensive dans le Pacifique central. En août, le vice-amiral Spruance a été nommé à la tête de la Force du Pacifique Central, c'est-à-dire des forces navales opérant dans la zone du Pacifique dont l'amiral Nimitz n'avait pas délégué le commandement-en-chef.

#### Les raids contre l'île Marcus et les îles Gilbert (août-septembre 1943)
De nouveaux porte-avions rapides ont rallié la flotte américaine du Pacifique à partir de la mi-1943, l'USS Essex en mai, les USS Independence et Yorktown en juillet. Ils ont constitué la Task Force 15, à la tête de laquelle a été placé le contre-amiral Pownall. Ils ont effectué, avec le cuirassé USS Indiana, un raid sur l'île Marcus, le 31 août. Mais les relations ne sont pas bonnes avec le commandant du nouveau porte-avions Yorktown, le capitaine de vaisseau (captain) "Jocko" Clark, qui reproche au Commandant de la Task Force de ne pas vouloir mener sans délai les recherches d'aviateurs tombés à la mer. Avec l'USS Lexington (CV-16) et les USS Princeton et USS Belleau Wood, une nouvelle Task Force 50, toujours aux ordres du contre-amiral Pownall, a effectué le 18 septembre, un raid sur Makin et Tarawa au nord des îles Gilbert, premier objectif de l'offensive de l'U.S. Navy, dans le Pacifique central.

#### Le bombardement de Rabaul (5-11 novembre 1943)
Au début novembre, dans la zone du Pacifique sud, la campagne des îles Salomon allait s'achever par l'attaque de l'île de Bougainville, aux ordres de l'amiral Halsey. Une TF.38, aux ordres du contre-amiral Sherman, constituée autour des USS Saratoga et Princeton, effectuait des bombardements préparatoires des terrains de l'aviation navale japonaise basée à terre. Pour contrer une opération japonaise de renforcement de Rabaul, la TF 38 a été envoyée, le 5 novembre, attaquer cette base, malgré ses redoutables défenses antiaériennes, et a endommagé quatre croiseurs lourds. Le Task Group 50.3 (avec les USS Essex, Bunker Hill et Independence), qui devait effectuer un bombardement préparatoire au débarquement sur les îles Gilbert, est allé, le 11 novembre, prêter main-forte à la TF 38, rebaptisée TG 50.4. Mais la Marine impériale japonaise avait déjà retiré ses grands bâtiments de Rabaul.

#### À l'attaque des îles Gilbert (fin novembre 1943)
Une semaine plus tard, le 19 novembre, les six porte-avions d'escadre et cinq porte-avions légers de la Task Force 50, qui comptait aussi en son sein six cuirassés modernes des classes North Carolina et South Dakota, ont bombardé les aérodromes des îles Gilbert, des îles Marshall et de Nauru. Cette fois, le contre-amiral Pownall a refusé de lancer une seconde attaque contre un terrain d'aviation des îles Marshall, à Roi-Namur, où se trouvaient basés des G4M Betty. Or, un des appareils qui s'y trouvait a mis une torpille sur l'USS Lexington. Le capitaine de vaisseau "Jocko" Clark va alors dénoncer un manque d'agressivité de Pownall.
Le lendemain, les cuirassés anciens et les croiseurs lourds des Task Groups d'Appui Feu 52.2 et 53.4, ont effectué le bombardement préparatoire au débarquement sur Makin au nord et Tarawa au sud, la couverture aérienne rapprochée étant assurée par les Task Groups d'Appui Aérien 52.3 (la CarDiv24, 24e division de Porte-avions, USS Liscome Bay, USS Coral Sea, USS Corregidor) et 53.6 (la CarDiv22, 22e division de Porte-avions, USS Sangamon, USS Suwanee, USS Chenango).
Le bombardement préparatoire de l'artillerie navale a été plus impressionnant qu'efficace. Les Japonais, alertés par un raid des Marines un an auparavant, avaient fortifié les abords des plages et s'étaient renforcés, ils se battirent avec acharnement. La prise de l'aérodrome de Betio a été particulièrement sanglante. Les pertes de l'infanterie américaine en trois jours, avec près de 1 000 tués, ont dépassé 60 % des pertes subies en six mois (1 600 tués) à Guadalcanal. Devant Makin, le 24 novembre, l'USS Liscome Bay, torpillé par le sous-marin I-175, coula avec 650 tués sur un équipage d'un peu plus de 900 hommes.
Les critiques du capitaine de vaisseau Clark sont alors relayées par le vice-amiral Towers, commandant des Forces Aériennes de la Flotte du Pacifique qui juge Pownall « excessivement précautionneux dans les plans et opérations, toujours  intensément soucieux avant et pendant les opérations, manque d'agressivité ressenti par ses subordonnés ». Le contre-amiral Pownall est remplacé, à la tête de la Task Force 50, par le contre-amiral Mitscher, le 1er janvier 1944. Fin février 1944, il est nommé au poste libéré par le vice-amiral Towers, lorsque celui-ci est nommé adjoint au Commandant-en-Chef de la Flotte et des Zones de l'Océan Pacifique. Dans ce poste, il convainc l'amiral Nimitz et le vice-amiral Lockwood, commandant les sous-marins de la Flotte du Pacifique, de placer des sous-marins au large des îles qui sont les cibles des bombardements de l'aviation embarquée pour aider à recueillir les aviateurs tombés en mer.

### Gouverneur de Guam
Le contre-amiral Pownall a été nommé Gouverneur de Guam, le 30 mai 1946. Il a contribué à la mise en place des institutions de l'île, et en a approuvé le drapeau et le sceau. En 1948, le Congrès de Guam a reçu la capacité d'exercer le pouvoir législatif, avec un droit de veto du Gouverneur, sous le contrôle du Secrétaire à la Marine. Lorsque, en mars, le Congrès a voté une obligation à comparaitre qui pouvait s'appliquer aux citoyens des États-Unis, le Gouverneur Pownall y a mis son veto.
Il en est résulté une crise grave, la Chambre a réclamé en riposte la citoyenneté américaine pour les habitants de Guam et a refusé de siéger tant que le Congrès des États-Unis n'en aurait pas débattu. Le Gouverneur a convoqué une session conjointe du Congrès, certains représentants l'ont boycottée, le Gouverneur les a démis d'office de leur mandat et les a remplacés, une partie de la population a refusé de reconnaitre les nouveaux représentants. L'affaire est remontée jusqu'au Président Truman, qui, en avril, a fait pression sur le Gouverneur Pownall pour qu'il rétablisse les représentants qu'il avait démis.
En septembre 1949, l'administration de Guam a été transférée au Département de l'Intérieur, et peu après, le successeur de Charles A. Pownall comme Gouverneur de Guam a, pour la première fois, été un civil.
Charles A. Pownall décède en 1975 et est enterré à San Diego.